# Центральний (Топкинський округ)
Центра́льний (рос. Центральный) — селище у складі Топкинського округу Кемеровської області, Росія.

## Населення
Населення — 707 осіб (2010; 932 у 2002).
Національний склад (станом на 2002 рік):
- росіяни — 95 %